# Rhytidoponera hanieli
Rhytidoponera hanieli é uma espécie de formiga do gênero Rhytidoponera.